# Serres (Meurthe i Mosel·la)
Serres és un municipi francès situat al departament de Meurthe i Mosel·la i a la regió del Gran Est. L'any 2007 tenia 270 habitants.

## Demografia

### Població
El 2007 la població de fet de Serres era de 270 persones. Hi havia 96 famílies, de les quals 20 eren unipersonals (8 homes vivint sols i 12 dones vivint soles), 28 parelles sense fills, 36 parelles amb fills i 12 famílies monoparentals amb fills.
La població ha evolucionat segons el següent gràfic:
Habitants censats

### Habitatges
El 2007 hi havia 107 habitatges, 98 eren l'habitatge principal de la família, 4 eren segones residències i 5 estaven desocupats. 90 eren cases i 15 eren apartaments. Dels 98 habitatges principals, 72 estaven ocupats pels seus propietaris, 25 estaven llogats i ocupats pels llogaters i 1 estava cedit a títol gratuït; 3 tenien dues cambres, 14 en tenien tres, 16 en tenien quatre i 65 en tenien cinc o més. 72 habitatges disposaven pel capbaix d'una plaça de pàrquing. A 44 habitatges hi havia un automòbil i a 43 n'hi havia dos o més.

### Piràmide de població
La piràmide de població per edats i sexe el 2009 era:
| Homes | Edats   | Dones |
| ----- | ------- | ----- |
| 0     | 95 o +  | 0     |
| 0     | 90 a 94 | 0     |
| 0     | 85 a 89 | 0     |
| 0     | 80 a 84 | 0     |
| 0     | 75 a 79 | 0     |
| 8     | 70 a 74 | 8     |
| 8     | 65 a 69 | 8     |
| 0     | 60 a 64 | 0     |
| 4     | 55 a 59 | 8     |
| 12    | 50 a 54 | 8     |
| 0     | 45 a 49 | 8     |
| 24    | 40 a 44 | 16    |
| 12    | 35 a 39 | 12    |
| 4     | 30 a 34 | 8     |
| 4     | 25 a 29 | 4     |
| 12    | 20 a 24 | 4     |
| 8     | 15 a 19 | 16    |
| 24    | 10 a 14 | 12    |
| 0     | 5 a 9   | 12    |
| 12    | 0 a 4   | 4     |

## Economia
El 2007 la població en edat de treballar era de 169 persones, 124 eren actives i 45 eren inactives. De les 124 persones actives 109 estaven ocupades (66 homes i 43 dones) i 15 estaven aturades (8 homes i 7 dones). De les 45 persones inactives 9 estaven jubilades, 14 estaven estudiant i 22 estaven classificades com a «altres inactius».

### Ingressos
El 2009 a Serres hi havia 97 unitats fiscals que integraven 245,5 persones, la mediana anual d'ingressos fiscals per persona era de 16.024 €.

### Activitats econòmiques
Dels 6 establiments que hi havia el 2007, 1 era d'una empresa de fabricació d'altres productes industrials, 4 d'empreses de construcció i 1 d'una empresa d'informació i comunicació.
Els 3 serveis als particulars que hi havia el 2009 eren guixaires pintors.
L'any 2000 a Serres hi havia 12 explotacions agrícoles que ocupaven un total de 1.266 hectàrees.

## Equipaments sanitaris i escolars
El 2009 hi havia una escola elemental integrada dins d'un grup escolar amb les comunes properes formant una escola dispersa.

## Poblacions més properes
El següent diagrama mostra les poblacions més properes.